# Acorn Bank Garden

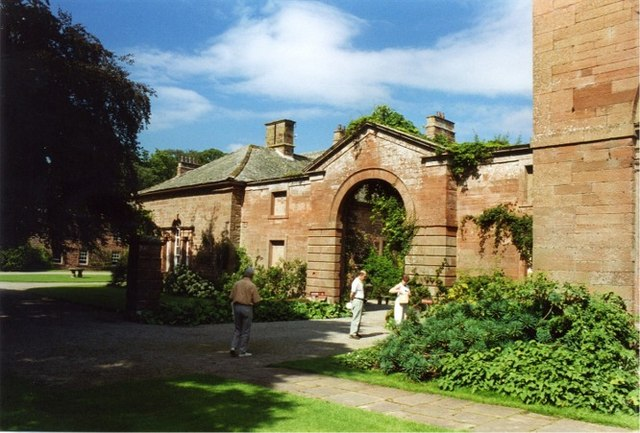

Acorn Bank Garden je zahrada ve Velké Británii, známá jako bylinková zahrada, která obsahuje více než 250 druhů léčivých a kuchyňských bylin. Je zde pěstován také sekvojovec obrovský. Součástí zahrady je čajovna, kde jsou bylinky a ovoce ze zahrady používány do polévek, salátů a pudinků.

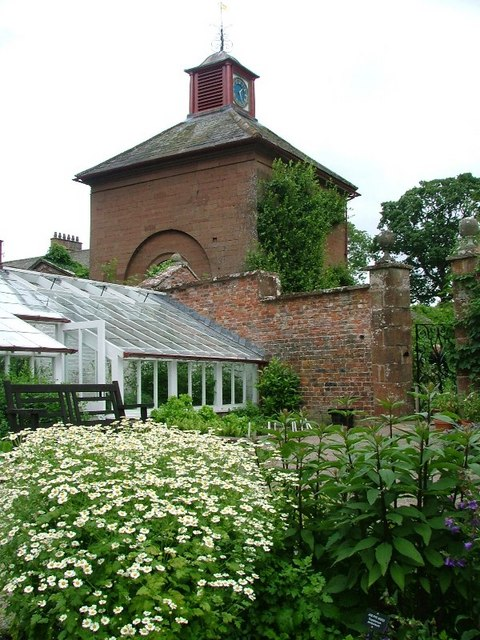

Zahrada je majetkem National Trust, nachází na sever od Temple Sowerby, v blízkosti Penrithu v Cumbrii. Zahrada je obklopena a chráněna starými duby na zvýšených valech. Z místa je možnost dalších procházek, například k rybníku, nebo starému mlýnu.